# Протопоп
Протопо́п (от др.-греч. πρωτος — «первый» и πάπας — «папа») — высший сан «белого духовенства», существовавший в Русской православной церкви с XVI до начала XIX века.
Клиросы (группы священников) в главных городских храмах-соборах, где велось ежедневное богослужение, часто возглавляли протопопы, тем самым выступая лидерами белого духовенства города и округи.
В синодальный период протопопы в уездах и губерниях всегда занимали должность председателя Духовных правлений, благочинных. Они пользовались особенным доверием епархиального начальства, и им делались особые поручения по исполнению общих правительственных распоряжений, насколько они касались Церкви, и распоряжений епархиального начальства.
С середины XVIII века протопопии начали заменяться духовными правлениями. В начале XIX века сан протопопа вышел из употребления и был заменён саном протоиерей. У старообрядцев подобный сан как наименование протоиерея сохраняется поныне. Но если учитывать значение протопопа для Русской церкви XVII—XVIII веков, то его следует сопоставить скорее не с современным саном протоиерея, которое даётся уже всем «белым» священникам за выслугу лет, а протопресвитера.